# Amphionides reynaudii

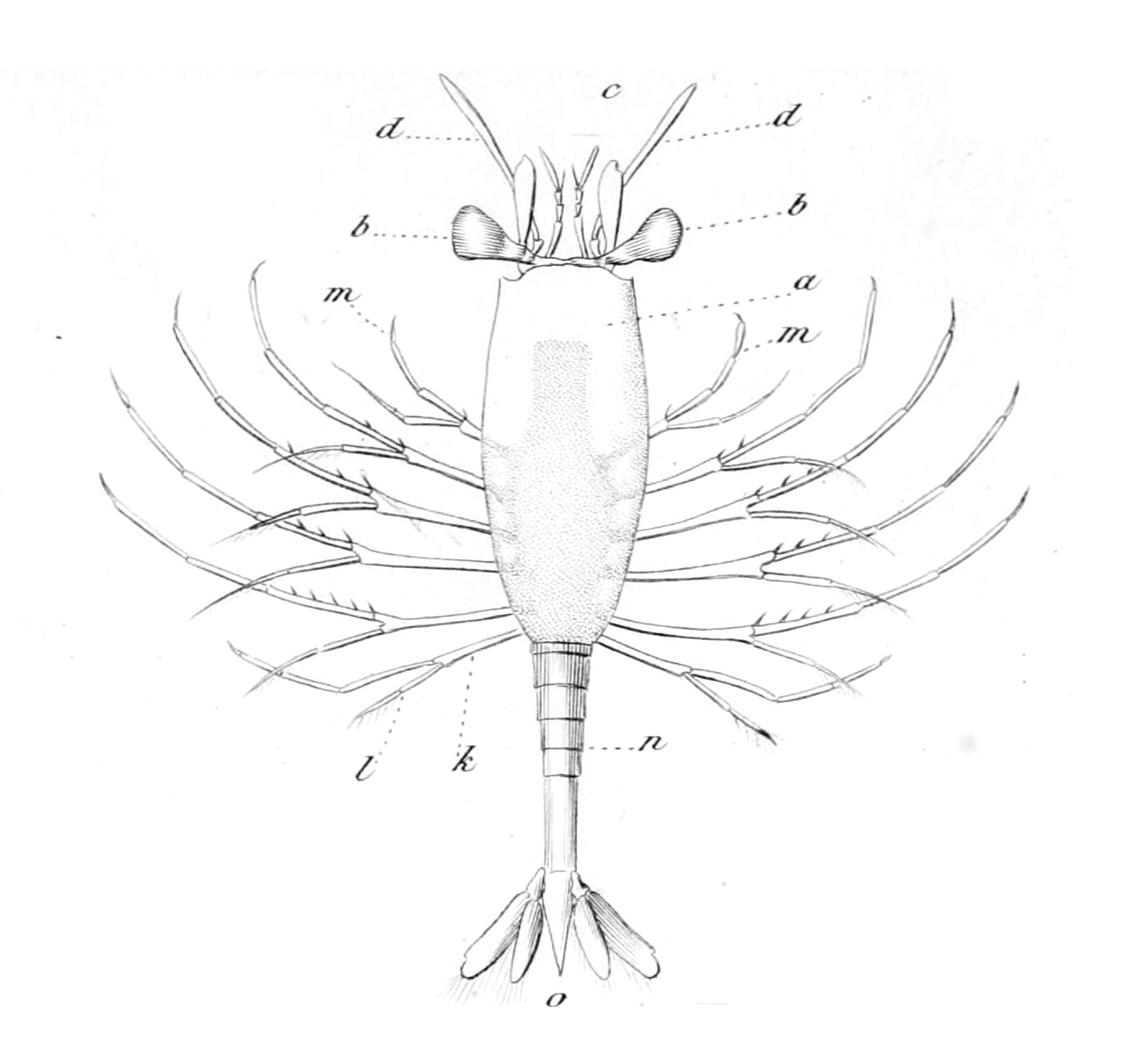
Личинка Amphionides reynaudii
(рисунок Анри Мильна-Эдвардса)

Amphionides reynaudii (лат.) — вид ракообразных из класса высших раков (Malacostraca), выделяемый в монотипический отряд Amphionidacea. Небольшие — до 2,5 см в длину — организмы с укрупнённой головогрудью, покрытой панцирем. Космополитный вид, представители которого обитают в планктоне тропических вод всех океанов; личинки держатся в верхних слоях воды (менее 100 м от поверхности), взрослые на значительно большей глубине — 700—2000 м.

## Строение
Amphionides достигает длины до 25 миллиметров. Морфологически Amphionides представляет собой нечто необычное, поскольку многие части его тела редуцированы или отсутствуют вовсе. Например, у него есть только одна пара челюстных придатков — максиллы, мандибулы и максиллулы рудиментарны.
Самки и самцы различаются по виду антенн, а также наличию у самцов восьмого грудного добавочного сегмента, хотя и в уменьшенном виде. Здесь располагается мужское половое отверстие (гонопора), а у самок оно находится на шестом добавочном грудном сегменте. Первая пара брюшных ног (плеопод) самок сильно увеличена и полностью покрыта разросшимся карапаксом. Образовавшаяся камера считается камерой, где яйца оплодотворяются и сохраняются до вылупления личинок. Более обтекаемые карапакс и плеоподы самцов делает их более гидродинамичными, поэтому самцов ловят меньше, чем самок.

## История изучения и таксономия

### Открытие вида и описание жизненного цикла
Вид впервые описал в 1832 году французский зоолог Анри Мильн-Эдвардс, давший ему название Amphion reynaudii, вероятно, в честь своего друга французского историка Франсуа-Доминика де Рено, графа де Монлозье. Первоописание основывалось на материале о пелагических личинках, которых автор ошибочно счёл личинками раков-богомолов. Взрослые особи были описаны в 1904 году немецким зоологом Карлом Циммером в качестве самостоятельного вида под названием Amphionides valdiviae. Свести воедино две части жизненного цикла удалось лишь в 1969 году датчанину Поулю Хеэгору (дат. Poul Heegaard). Исследователь на материале, собранном датскими экспедициями за многие годы в Атлантическом, Тихом и Индийском океанах, произвёл подробное описание всех стадий цикла от ранней личинки до взрослой особи.

### Родственные отношения
Вскоре после реконструкции жизненного цикла, в 1973 году британский зоолог Дональд Уильямсон предложил рассматривать данный вид в качестве самостоятельного отряда; до этого Amphionides reynaudii, как правило, включали в состав отряда десятиногих раков. К настоящему момент Amphionides reynaudii продолжают рассматривать в качестве единственного представителя отряда Amphionidacea, объединяя его с эуфазиидами и десятиногими раками в надотряд Eucarida.

### Омонимия
Первоначальное родовое название, данное Мильном-Эдвардсом, — Amphion — в настоящее время не используется, поскольку является младшим омонимом названий рода бабочек-бражников (Amphion Hübner, 1819) и рода трилобитов из семейства Pliomeridae (Amphion Pander, 1830).